# 纳戈尔诺-卡拉巴赫冲突

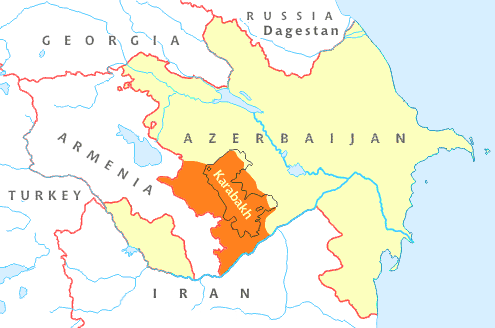
目前冲突区域的军事形势，灰线区域為苏联时期的纳戈尔诺-卡拉巴赫自治州，橘色区域是2020年纳戈尔诺-卡拉巴赫冲突前亚美尼亚支持的阿尔察赫占领的亞塞拜然领土

納戈爾諾-卡拉巴赫衝突（簡稱納卡衝突）是南高加索地區的亚美尼亚族人與阿塞拜疆族人在納戈爾諾-卡拉巴赫（卡拉巴赫）與其臨近地區的的领土和民族衝突。
该冲突起源于1920年代，在苏联统治下将當時亚美尼亚族人佔多數的納戈爾諾-卡拉巴赫地区设为自治州（納戈爾諾-卡拉巴赫自治州），並隸屬於阿塞拜疆族人主導的苏维埃阿塞拜疆，而非由同族人組成的苏维埃亚美尼亚之下。1990年代苏联解体後，阿塞拜疆與亚美尼亚各自依照原蘇聯時期疆域獨立成為主權國家。阿塞拜疆共和国在該地的主權獲得國際承認，而當地亚美尼亚族人則成立阿尔察赫共和国與之對抗。經過長期的衝突，該地在2023年由阿塞拜疆共和国完全控制，阿尔察赫共和国消亡，而在該地的亚美尼亚族人則幾乎全數出走至臨近的亚美尼亚共和国。
2025年8月8日，亞美尼亞和亞塞拜然在美國白宮簽署和平協議，結束兩國之間的衝突。

## 相關行政區域
- 苏联阿塞拜疆苏维埃社会主义共和国納戈爾諾-卡拉巴赫自治州（1923年—1991年）
- 阿尔察赫共和国（亚美尼亚族人組成，1991年—2023年）
- 共和國
  - 纳戈尔诺-卡拉巴赫共同体（流亡阿塞拜疆族人組成，1992年—2021年）
  - 漢肯德共和國直轄市與數個西南部區（1991年設立，2023年起實際控制）

## 事件
1920年代，南高加索地區在苏联统治下開始實施民族自治制度，當時的蘇聯最高領導人约瑟夫·斯大林决定将當時亚美尼亚族人佔多數的納戈爾諾-卡拉巴赫地区设为自治州（納戈爾諾-卡拉巴赫自治州），並隸屬於阿塞拜疆族人主導的苏维埃阿塞拜疆，而非由同族人組成的苏维埃亚美尼亚之下。此行政區劃分種下了日後納戈爾諾-卡拉巴赫衝突的因子，而後在1980年代苏联的開放政策造成民族主義抬頭。1988年，居住在當地的亚美尼亚族人要求将納戈爾諾-卡拉巴赫自治州改隸於亚美尼亚苏维埃社会主义共和国而引發冲突。1991年苏联解体後，阿塞拜疆與亚美尼亚各自依照原蘇聯時期疆域獨立成為主權國家。阿塞拜疆共和国在該地的主權獲得國際承認，而當地亚美尼亚族人則成立阿尔察赫共和国與之對抗。該地的衝突演變成全面性的戰爭（第一次纳戈尔诺-卡拉巴赫战争）。1994年，阿塞拜疆、阿尔察赫、亚美尼亚、俄罗斯等多方達成停火協議。
依照1994年签署的停火协议，亚美尼亚族人成立的阿尔察赫共和国在納戈爾諾-卡拉巴赫地區維持其實際統制，而原居於該地的阿塞拜疆族人則出走至阿塞拜疆共和国的其他地區。停火协议提供了二十年的相对稳定，但在此期間阿塞拜疆與阿尔察赫、阿塞拜疆與亚美尼亚間仍時有武裝衝突（如2016年亞美尼亞—亞塞拜然衝突）。随着阿塞拜疆对现状的日益沮丧，这种状况大大恶化，这与亚美尼亚为巩固这种状况所做的努力背道而驰。
- 第二次納戈爾諾-卡拉巴赫戰爭（2020年）
- 阿爾察赫封鎖（2022年—2023年）
- 2023年纳戈尔诺-卡拉巴赫攻势
- 纳戈尔诺-卡拉巴赫地区的亚美尼亚难民潮